# Ihlen (Minnesota)
Ihlen es una ciudad ubicada en el condado de Pipestone en el estado estadounidense de Minnesota. En el Censo de 2010 tenía una población de 63 habitantes y una densidad poblacional de 66,46 personas por km².

## Geografía
Ihlen se encuentra ubicada en las coordenadas 43°54′36″N 96°22′20″O / 43.91000, -96.37222. Según la Oficina del Censo de los Estados Unidos, Ihlen tiene una superficie total de 0.95 km², de la cual 0.93 km² corresponden a tierra firme y (2.19%) 0.02 km² es agua.

## Demografía
Según el censo de 2010, había 63 personas residiendo en Ihlen. La densidad de población era de 66,46 hab./km². De los 63 habitantes, Ihlen estaba compuesto por el 95.24% blancos, el 0% eran afroamericanos, el 0% eran amerindios, el 0% eran asiáticos, el 0% eran isleños del Pacífico, el 4.76% eran de otras razas y el 0% pertenecían a dos o más razas. Del total de la población el 4.76% eran hispanos o latinos de cualquier raza.